# Reguart
Reguart (en catalán y oficialmente, Reguard) es un pueblo español del término municipal de Senterada, en el Pallars Jussá, provincia de Lérida. Está situado a unos 2,5 km al sursureste en línea recta de la cabeza de municipio, al este de la carretera N-260 y del Flamisell. El pueblo de Lluçà está muy cerca y al norte de Reguard.

## Situación
Se accede por una pista asfaltada que conduce directamente desde la carretera mencionada, y que comienza aproximadamente en el punto kilométrico 316,5, y arranca hacia el noreste para subir hasta Lluçà en poco más de un kilómetro. Justo cuando la pista de Lluçà quiebra hacia el norte, comienza otra pista hacia el sureste, que sigue el barranco de Sant Joan, lo atraviesa y luego empieza a trepar hacia el sureste, para llegar, haciendo curvas, al pueblo de Reguart en 1,5 km. Está todo bien indicado.

## Etimología
Según Joan Coromines (op. cit.), Dos son las hipótesis para explicar el topónimo Reguart. Por un lado, podría tratarse de un origen germánico, a partir de un nombre propio del tipo Reguhard, Hrodward, Ricward o Redward. Podría haber sido, en la alta Edad Media, el nombre del señor del lugar. Por otra parte, podría venir del catalán antiguo Reguard (peligro militar o exposición a un ataque). A pesar de que la segunda podría parecer a primera vista la más aceptable, Coromines no se define exactamente por ninguna de las dos.

## Historia
El pueblo había pertenecido al linaje de Toralla. La iglesia de Reguart está dedicada a San Feliu, y pertenece a Santa María de Gracia de Senterada.
En 1812, Reguart constituyó su ayuntamiento, a partir de las disposiciones emanadas de la Constitución de Cádiz. Sin embargo, no pudo mantenerse más allá de febrero de 1847 debido a las nuevas leyes municipales que fijaron en 30 el número mínimo de vecinos (cabezas de familia contribuyentes y electores) para poder tener ayuntamiento propio. Reguard se agregó en ese momento a Senterada. En 1831, el señorío de Reguart estaba en manos de N. Berenguer. El pueblo tenía entonces 20 habitantes.
Pascual Madoz habla de Reguart en su Diccionario geográfico ... de 1845. Dice que el pueblo está:

en una colina resguardado a levante por una montaña más alta que lo protege de los vientos de ese lado. Tiene un clima sano. Formaban el pueblo 7 casas, con una fuente cerca de una de ellas. Pasa el barranco de Monzón, que sirve para regar prados. El territorio del pueblo es montañoso, quebrado y flojo, y se recoge leña de zarzas y arbustos. Se cosecha cebada, avena, espelta, vino, aceite, patatas, judías y otras legumbres. Se criaban ovejas y cabras, y hay caza de perdices y conejos, y pesca de barbos y truchas. Eran 4 vecinos (cabezas de familia) y 30 almas (habitantes).

Hacia en 1900, Ceferí Rocafort (op. cit.) sitúa en Reguart 19 edificios, con 39 habitantes. Reguart tenía en 1981 6 habitantes, y en 2005, 5.
En Reguart está el dolmen de la Cabaña del Moro. Está a 1,7 km del pueblo en línea recta, en dirección este-sureste, en el Serrat de Moró. Situado a 1263,8 m de altitud, se encuentra en .